# Judô nos Jogos Olímpicos de Verão da Juventude de 2018
As competições de judô nos Jogos Olímpicos de Verão da Juventude de 2018 ocorreram entre 7 e 10 de outubro em um total de nove eventos. As competições aconteceram no Pavilhão Ásia, localizado no Parque Olímpico da Juventude em Buenos Aires, Argentina.
Contou com a participação de 97 judocas representando 64 países, num total de oito categorias por peso, sendo quatro por gênero, além de uma competição por equipes mistas.

## Calendário
| Outubro | 6 | 7 | 8 | 9 | 10 | 11 | 12 | 13 | 14 | 15 | 16 | 17 | 18 |
| ------- | - | - | - | - | -- | -- | -- | -- | -- | -- | -- | -- | -- |
| Judô    |   | 3 | 3 | 2 | 1  |    |    |    |    |    |    |    |    |

|  | Dia de competição |  | Dia de final |

## Medalhistas

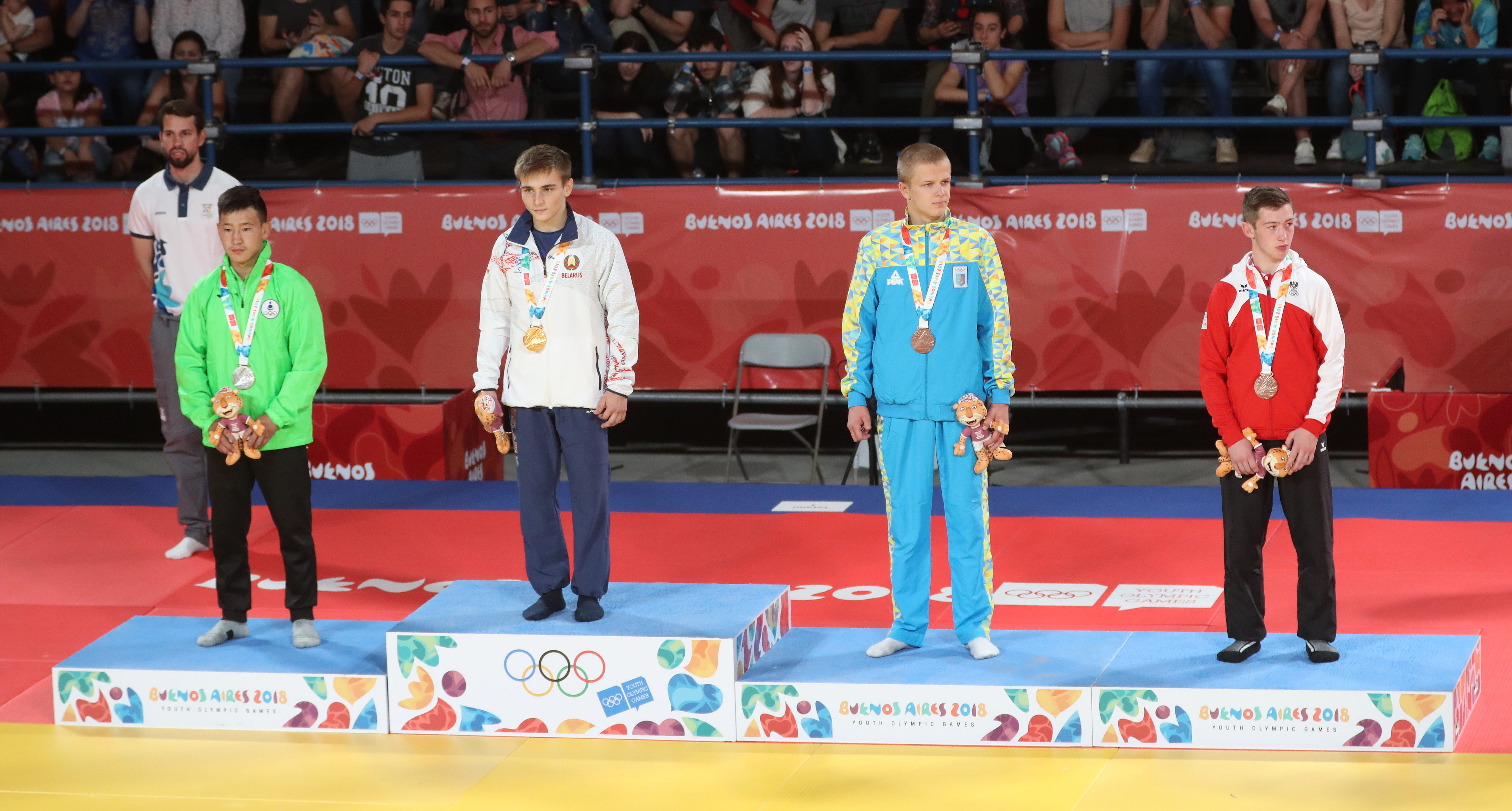
55 kg
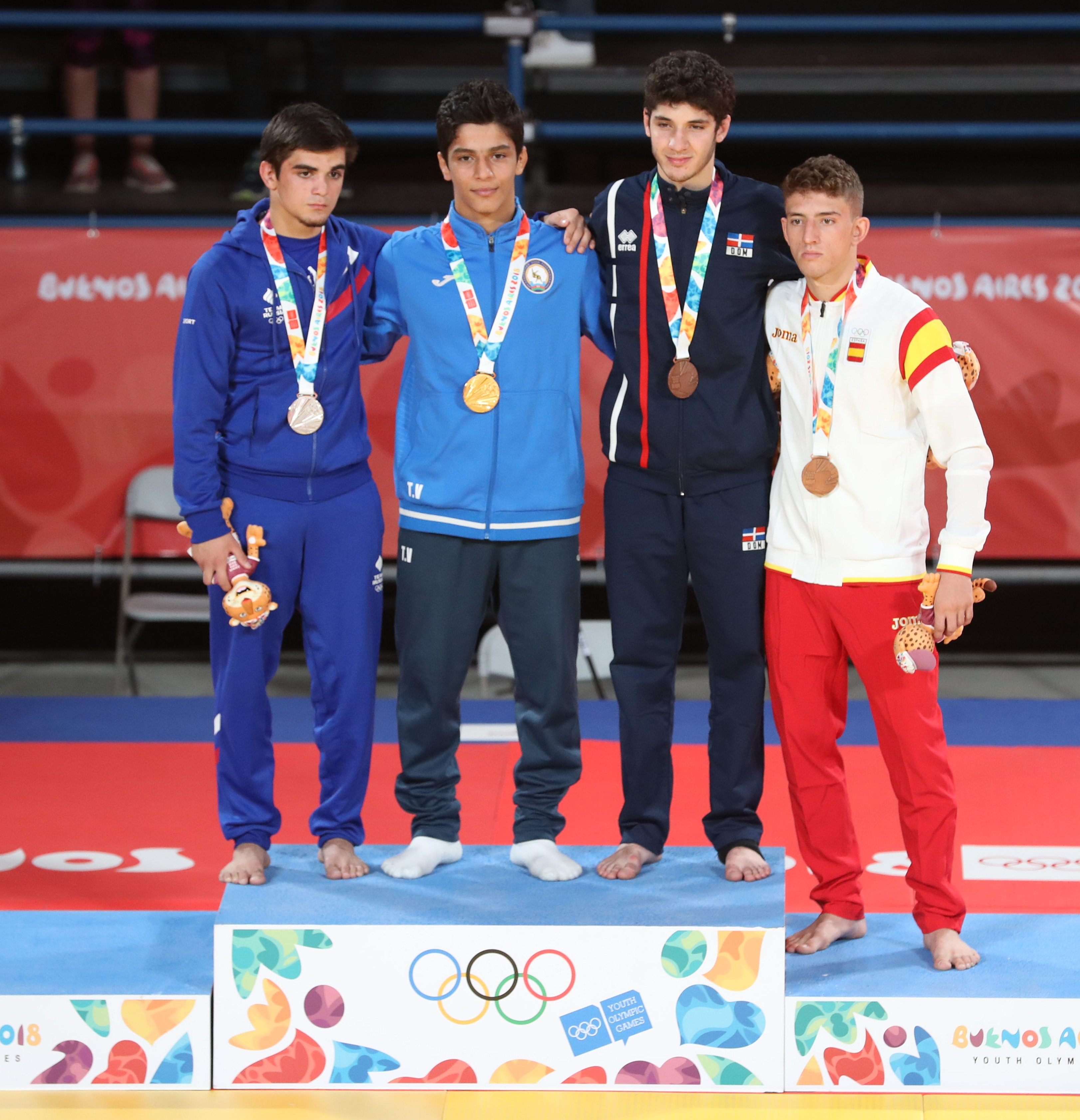
66 kg

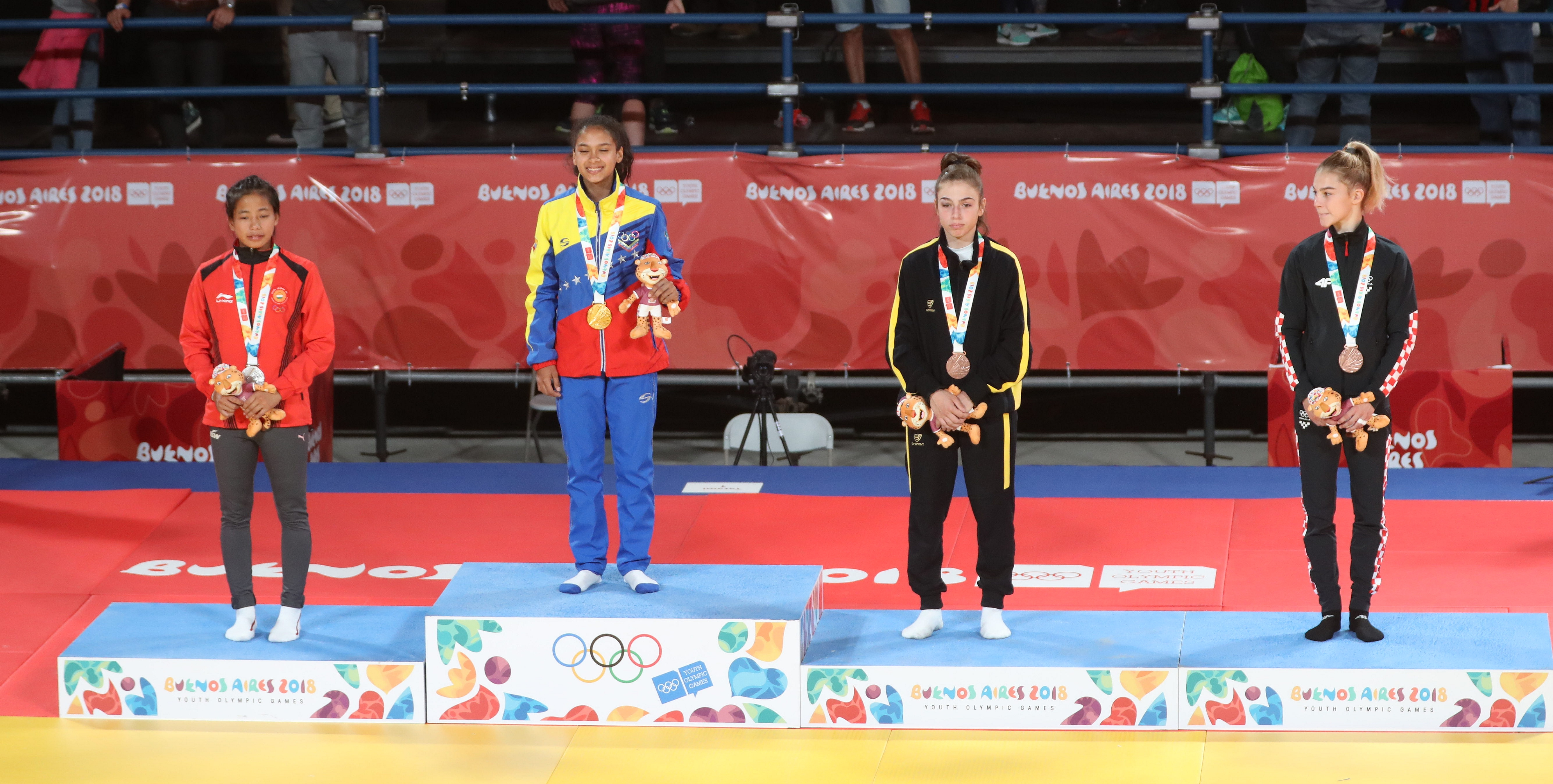
44 kg

Masculino
| Evento              | Ouro                             | Prata                           | Bronze                                                                   |
| ------------------- | -------------------------------- | ------------------------------- | ------------------------------------------------------------------------ |
| Até 55 kg detalhes  | Artsiom Kolasau BLR Bielorrússia | Temuujin Ganburged MGL Mongólia | Oleh Veredyba UKR Ucrânia Daniel Leutgeb AUT Áustria                     |
| Até 66 kg detalhes  | Vugar Talibov AZE Azerbaijão     | Abrek Naguchev RUS Rússia       | Antonio Tornal DOM República Dominicana Javier Peña Insausti ESP Espanha |
| Até 81 kg detalhes  | Adrian Șulcă ROU Romênia         | Martin Bezděk CZE Chéquia       | Keagan Young CAN Canadá Mark van Dijk NED Países Baixos                  |
| Até 100 kg detalhes | Bekarys Saduakas KAZ Cazaquistão | Ilia Sulamanidze GEO Geórgia    | Ömer Aydın TUR Turquia Zsombor Vég HUN Hungria                           |

- 55 kg
- 66 kg

Feminino
| Evento             | Ouro                        | Prata                                | Bronze                                                        |
| ------------------ | --------------------------- | ------------------------------------ | ------------------------------------------------------------- |
| Até 44 kg detalhes | María Giménez VEN Venezuela | Tababi Devi Thangjam IND Índia       | Erza Muminoviq KOS Kosovo Ana Viktorija Puljiz CRO Croácia    |
| Até 52 kg detalhes | Irena Khubulova RUS Rússia  | Sosorbaram Lkhagvasuren MGL Mongólia | Nahomys Acosta CUB Cuba Nilufar Ermaganbetova UZB Uzbequistão |
| Até 63 kg detalhes | Szofi Özbas HUN Hungria     | Mariem Khlifi TUN Tunísia            | Alessia Corrao BEL Bélgica Kim Ju-hee KOR Coreia do Sul       |
| Até 78 kg detalhes | Raffaela Igl GER Alemanha   | Margarita Gritsenko KAZ Cazaquistão  | Eduarda Rosa BRA Brasil Metka Lobnik SLO Eslovênia            |

- 44 kg

Misto
| Evento           | Ouro | Prata | Bronze |
| ---------------- | --- | --- | --- |
| Equipes detalhes | Pequim BLR Artsiom Kolasau TPE Liu Li-ling UZB Jaykhunbek Nazarov VEN Carlos Páez MEX Itzel Pecha CRO Ana Viktorija Puljiz ITA Veronica Toniolo MIX Equipes de CONs mistos | Atenas MAD Mireille Andriamifehy CZE Martin Bezděk COL Juan Montealegre ESP Javier Peña Insausti ZIM Christi Rose Pretorius IND Tababi Devi Thangjam NED Marin Visser MAR Anwar Zrhari MIX Equipes de CONs mistos | Rio de Janeiro TKM Milana Charygulyyeva ALG Yassamine Djellab SLO Metka Lobnik KOS Erza Muminoviq RUS Abrek Naguchev BDI Fleury Nihozeko TJK Jamshed Sulaimoni KGZ Sultan Zhenishbekov MIX Equipes de CONs mistos Londres PER Noemi Huayhuameza CAN Rache Krapman AUT Daniel Leutgeb ECU Edith Ortiz ALG Ahmed Rebahi KAZ Bekarys Saduakas BRA João Vitor dos Santos MIX Equipes de CONs mistos |

## Quadro de medalhas
| Ordem | País                       | Medalha de ouro | Medalha de prata | Medalha de bronze |    |
| ----- | -------------------------- | --------------- | ---------------- | ----------------- | -- |
| –     | MIX Equipes de CONs mistos | 1               | 1                | 2                 | 4  |
| 1     | KAZ Cazaquistão            | 1               | 1                |                   | 2  |
|       | RUS Rússia                 | 1               | 1                |                   | 2  |
| 3     | HUN Hungria                | 1               |                  | 1                 | 2  |
| 4     | GER Alemanha               | 1               |                  |                   | 1  |
|       | AZE Azerbaijão             | 1               |                  |                   | 1  |
|       | BLR Bielorrússia           | 1               |                  |                   | 1  |
|       | ROU Romênia                | 1               |                  |                   | 1  |
|       | VEN Venezuela              | 1               |                  |                   | 1  |
| 9     | MGL Mongólia               |                 | 2                |                   | 1  |
| 10    | GEO Geórgia                |                 | 1                |                   | 1  |
|       | IND Índia                  |                 | 1                |                   | 1  |
|       | CZE Chéquia                |                 | 1                |                   | 1  |
|       | TUN Tunísia                |                 | 1                |                   | 1  |
| 14    | AUT Áustria                |                 |                  | 1                 | 1  |
|       | BEL Bélgica                |                 |                  | 1                 | 1  |
|       | BRA Brasil                 |                 |                  | 1                 | 1  |
|       | CAN Canadá                 |                 |                  | 1                 | 1  |
|       | KOR Coreia do Sul          |                 |                  | 1                 | 1  |
|       | CRO Croácia                |                 |                  | 1                 | 1  |
|       | CUB Cuba                   |                 |                  | 1                 | 1  |
|       | SLO Eslovênia              |                 |                  | 1                 | 1  |
|       | ESP Espanha                |                 |                  | 1                 | 1  |
|       | KOS Kosovo                 |                 |                  | 1                 | 1  |
|       | NED Países Baixos          |                 |                  | 1                 | 1  |
|       | DOM República Dominicana   |                 |                  | 1                 | 1  |
|       | TUR Turquia                |                 |                  | 1                 | 1  |
|       | UKR Ucrânia                |                 |                  | 1                 | 1  |
|       | UZB Uzbequistão            |                 |                  | 1                 | 1  |
| TOTAL | TOTAL                      | 9               | 9                | 18                | 36 |